# Chris Ackerman
Christopher George "Chris" Ackerman (16 de maig, de 1978) és un actor estatunidenc.
Chris va créixer a Nova Jersey i es va traslladar a Califòrnia. Va fer el paper del dolent Tatoo a Elektra (2005). Tatoo és un dels quatre assassins ninja de Kirigi. Abans de fer d'actor, Chris feia de model amb campanyes per companyies com Levis, DKNY, Diesel and Nautica, entre d'altres.